# Кам'янка (селище міського типу, Воронезька область)
Кам'янка (рос. Каменка) — смт, адміністративний центр Кам'янському районі Воронезької області Російської Федерації.
Населення становить 8214  осіб. Входить до складу муніципального утворення Каменське міське поселення.

## Історія
Населений пункт розташований у межах суцільної української етнічної території, частини Східної Слобожанщини. До Перших визвольних змагань належав до Воронезької губернії.
Від 1928 року належить до Кам'янського району, спочатку в складі Центрально-Чорноземної області, а від 1934 року — Воронезької області.
Згідно із законом від 15 жовтня 2004 року входить до складу муніципального утворення Каменське міське поселення.

## Населення
| 1979  | 1989  | 2002  | 2009  | 2010  | 2012  | 2013  |
| ----- | ----- | ----- | ----- | ----- | ----- | ----- |
| 8660  | ↗9478 | ↗9583 | ↘9108 | ↗9192 | ↘9007 | ↘8810 |
| 2014  | 2015  | 2016  | 2017  | 2018  |       |       |
| ↘8641 | ↘8594 | ↘8469 | ↘8375 | ↘8214 |       |       |